# 阿蒙森海岸
阿蒙森海岸（英語：Amundsen Coast）是南極洲的海岸，位於羅斯冰架南部，處於利夫冰川東岸的莫里斯峰和斯科特冰川西岸之間，以挪威探險家命名。
85°30′S 162°0′W / 85.500°S 162.000°W